# Stanisław Szeptycki
Stanisław Maria Jan Szeptycki (3. listopadu 1867 Przyłbice, Halič – 9. října 1950 Korczyna, Polsko) byl polský generál.

## Život
Byl plukovníkem dělostřelectva v rakouské armádě. V letech 1904 až 1905 působil jako vojenský ataché u ruské armády ve východní Asii. Od roku 1911 do roku 1914 působil jako vojenský ataché v Římě. Za první světové války byl velitelem III. brigády polských legií do listopadu 1916, kdy se stal velitelem celých legií, což vykonával do května 1917. V listopadu 1918 vstoupil do polské armády. Bojoval v rusko-polské válce. V roce 1923 se stal ministrem obrany v druhé vládě Wincentyho Witose. Po skončení 2. světové války vedl do roku 1950 Polský červený kříž.